# Owczy Mur
Owczy Mur lub Owczy Grzbiet – skała  na  wzgórzu Cegielnia na Wyżynie Częstochowskiej, we wschodniej części miejscowości Olsztyn w województwie śląskim, w powiecie częstochowskim, w gminie Olsztyn. Znajduje się na terenie bezleśnym w północno-wschodniej części wzgórza.
Jest to mur skalny o długości około 70 m. Jest popularnym obiektem wspinaczki skalnej. Przez wspinaczy opisywany jest jako Owczy Grzbiet i zaliczany do grupy skał zwanej Grupą Dziewicy. Wyróżniają w nim dwie części: Owczy Grzbiet I (część północna) i Owczy Grzbiet II (część południowa).  Zbudowany jest z  wapieni, ma wysokość kilkanaście metrów, połogie i pionowe lub przewieszone ściany z takimi formacjami skalnymi, jak filar i zacięcie. Wspinacze poprowadzili na nim 24 drogi wspinaczkowe o trudności III – VI.3 w skali Kurtyki. Mają wystawę zachodnią lub północno-zachodnią.

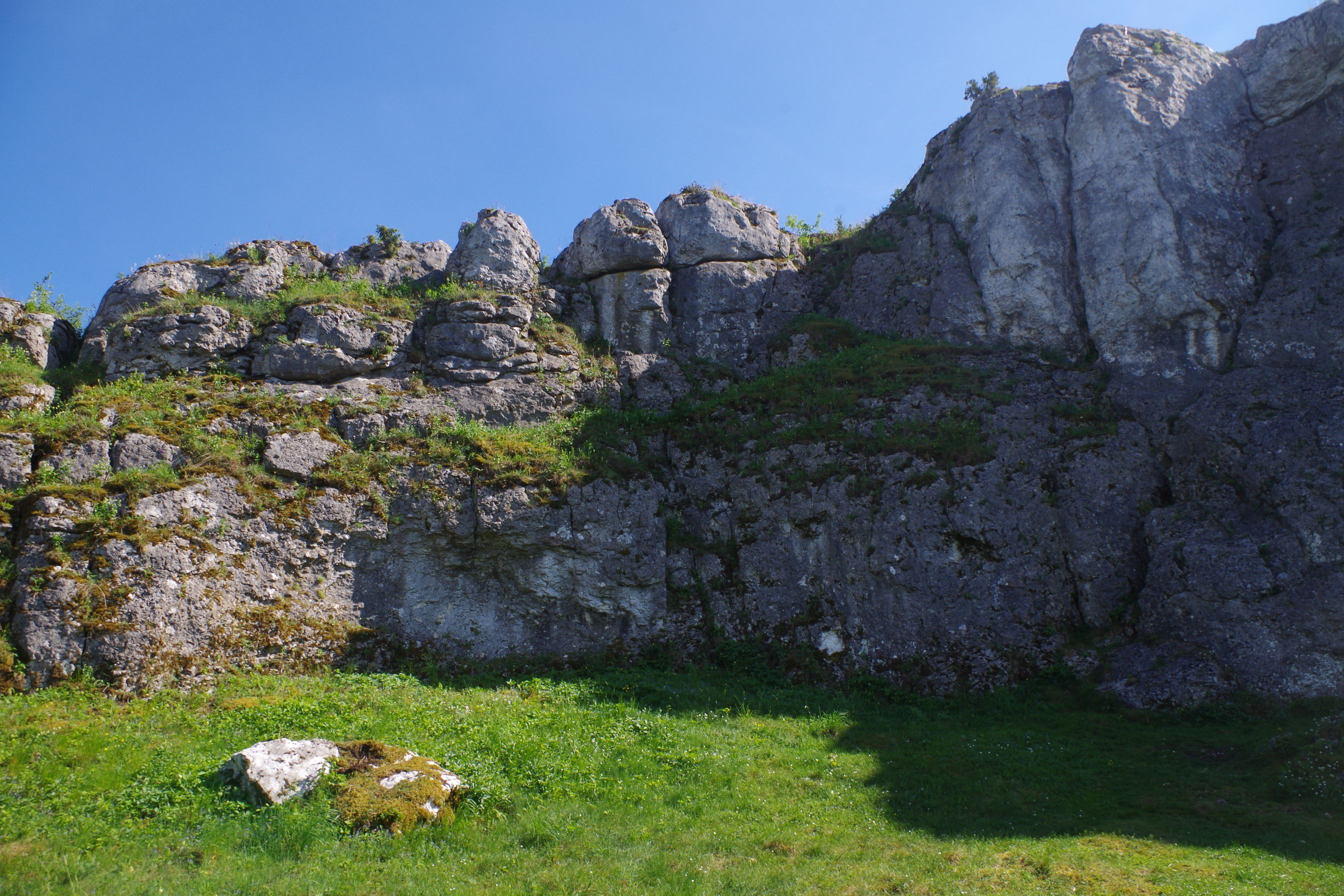
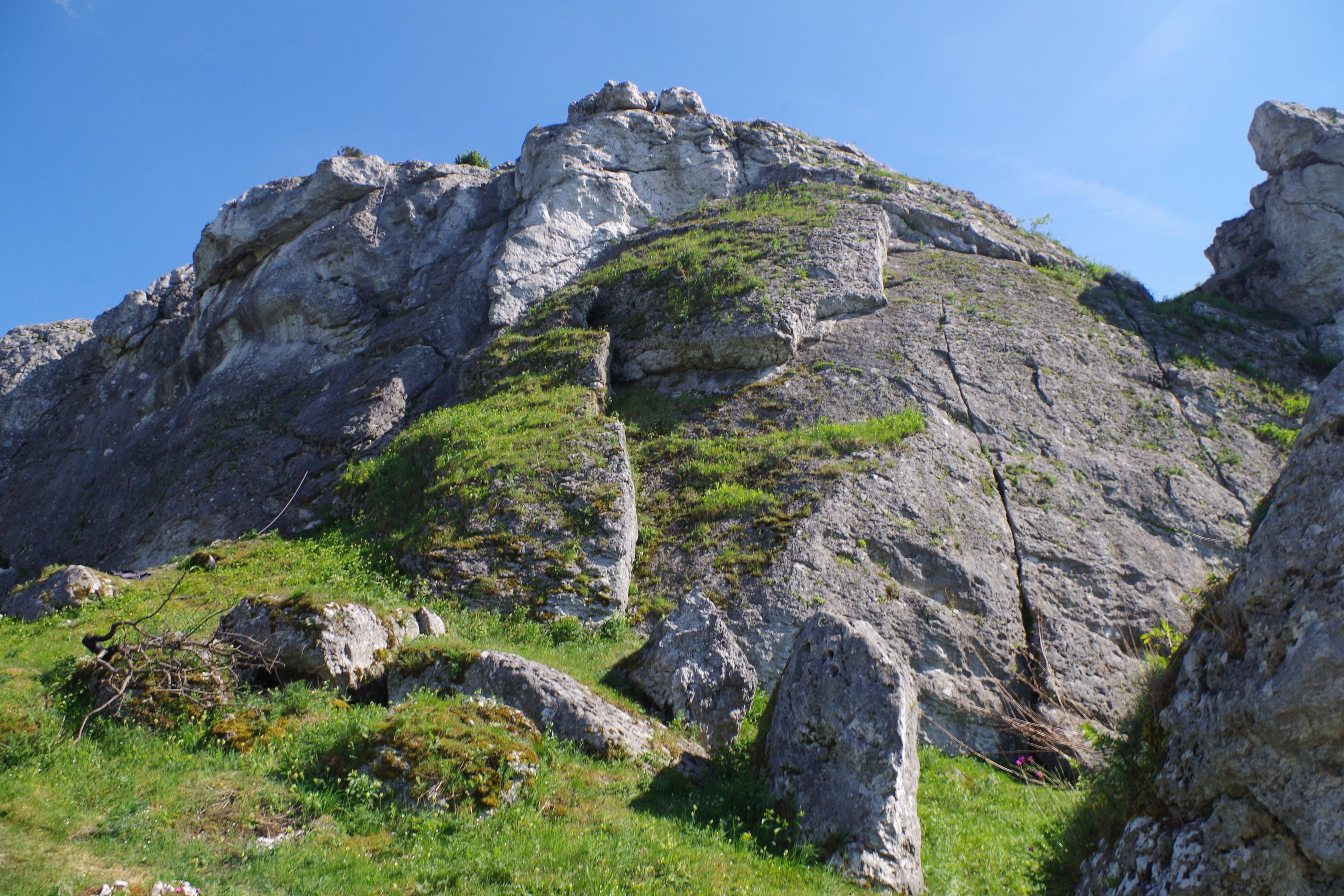
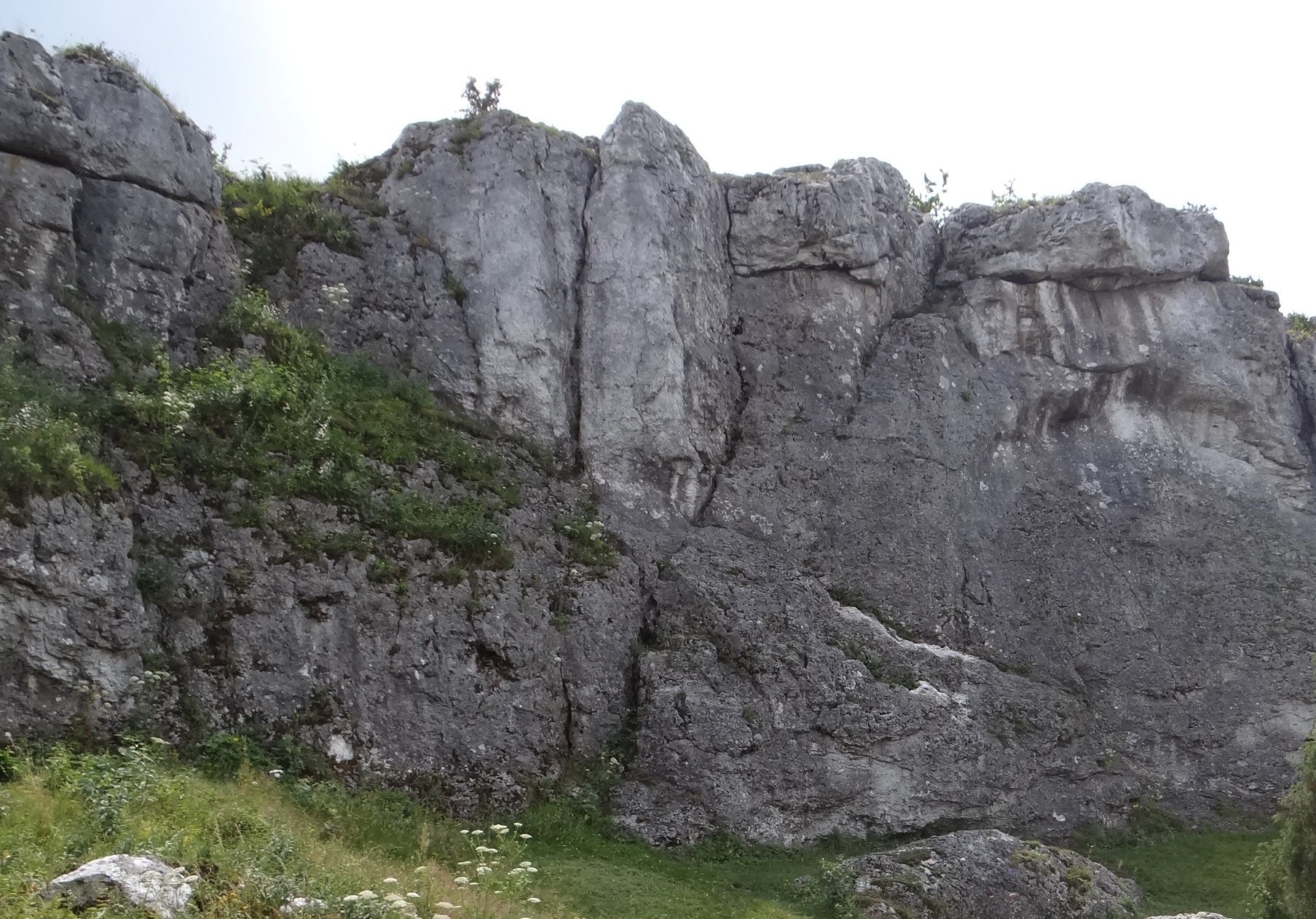
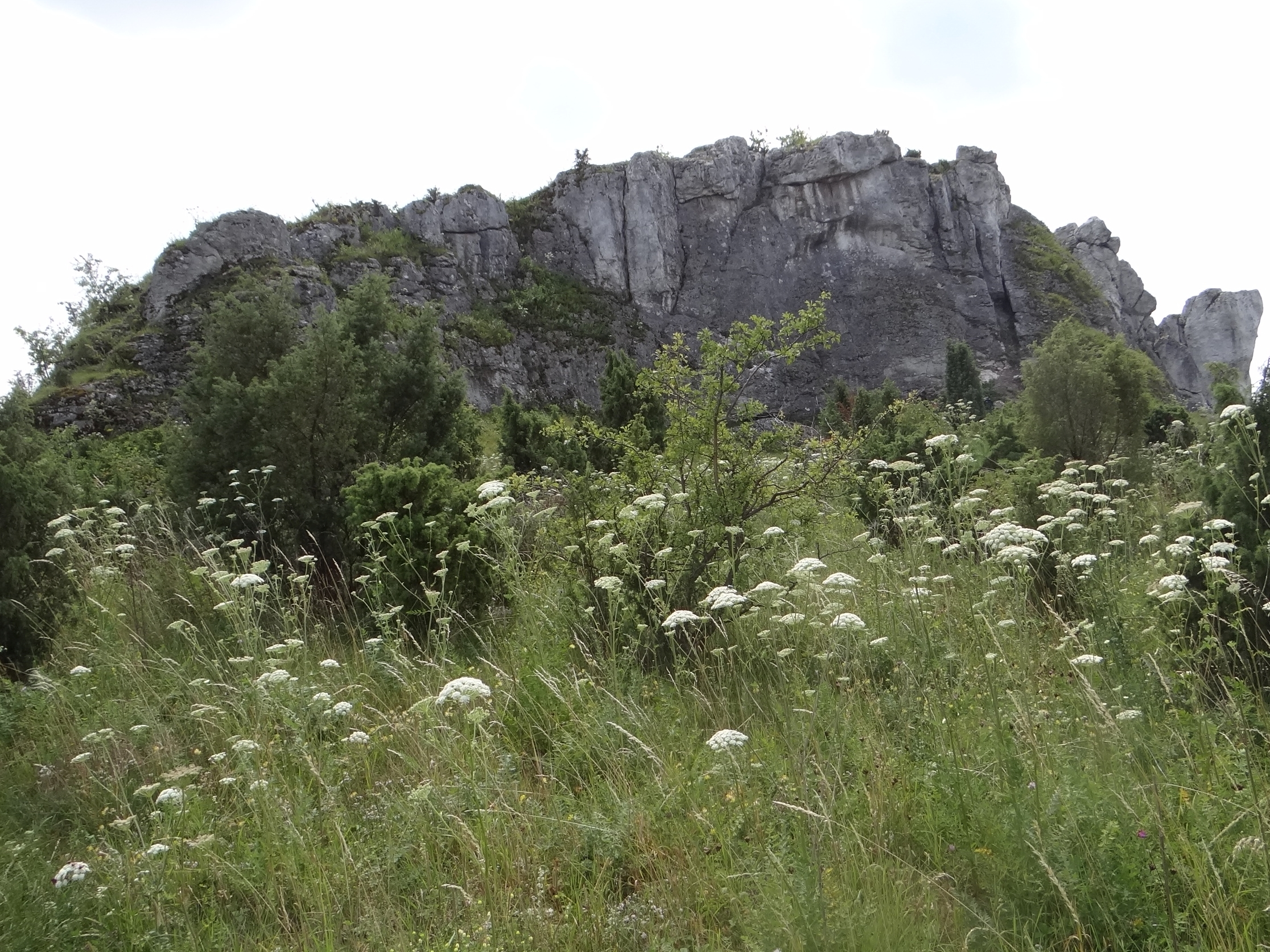
Owczy Mur i Dziewica